# Mormântul lui Teodor Vîrnav
Mormântul lui Teodor Vîrnav este un mormânt amplasat în Pociumbeni, raionul Rîșcani, Republica Moldova. Este un monument istoric de importanță națională inclus în Registrul monumentelor Republicii Moldova ocrotite de stat cu nr. 2208 (raionul Rîșcani).